# 茂原一宮道路
茂原一宮道路（もばらいちのみやどうろ）は、千葉県長生郡長南町から同県同郡一宮町に至る自動車専用道路（一部一般道）であり、地域高規格道路「茂原・一宮・大原道路」の一部を構成する。
愛称は長生グリーンライン。国道409号として事業中である。

## 概要
当該道路は太平洋に面する一宮町やいすみ市から圏央道茂原長南ICへの連絡路確保や茂原市街部の交通混雑解消、千葉県の掲げる「長生山武地方拠点都市」構想の推進を目的に整備が進められる茂原・一宮・大原道路の優先整備区間という位置付けであるが、より広域的には隣接する鴨川・大原道路や館山・鴨川道路と共に、茂原市からいすみ市、勝浦市、鴨川市を経て館山市に至る道路ネットワークを形成する事で、房総半島の周遊性向上や外房地域と首都圏とのアクセス性向上を目的としている。
1998年（平成10年）12月に長南町から一宮町間の約11 kmが調査区間としての指定を受けており、1999年（平成11年）12月に長南町から茂原市間の約7 kmが整備区間に指定された。2000年度（平成12年度）には長南町千田から茂原市三ヶ谷に至る延長7.2 kmを3つの工区に分けて事業着手。千葉県道路公社が管轄する一般有料道路として圏央道の開通に合わせ2009年度（平成21年度）に供用開始する事を目標に、2001年度（平成13年度）より用地に、2002年度（平成14年度）より工事に着手したものの、道路予定地取得の難航により開通延期を余儀なくされた。2010年（平成22年）には交通量予測の下方修正に伴い当初の4車線から完成2車線で整備する事となり、また事業採算性が見込めないとして有料道路から一般道へと変更された。
2013年（平成25年）4月27日、圏央道茂原長南ICの供用開始にあわせて、同ICと国道409号（現道）千田交差点を結ぶ0.7 kmが開通した。このICは橋梁式の交差方式にて計画されていたが、前述の計画交通量下方修正に伴い平面交差方式に変更された。また本線部についても、当初は道路幅員11 m（車線3.5 mに加え大型車の避難停車帯として路肩1.75 mを往復両方向に整備し、中央分離帯として0.5 mを確保）を予定していたが、こちらも道路幅員9.5 m（車線3.5 mに加え路肩1.25 mを往復両方向整備し、中央分離帯は無し）に規模縮小されている。
さらに、長南町千手堂から坂本までの延長1.5 kmが2020年（令和2年）5月28日に、長南町坂本から茂原市台田に至る延長2.5 kmが2024年（令和6年）3月24日にそれぞれ開通した。残る茂原市三ヶ谷までの延長2.5 kmは事業中である。一方の茂原市三ヶ谷から一宮町一宮までの延長4.2 kmについては引き続き調査中区間扱いであり、2015年（平成27年）1月開催の公共事業審議会では「約7.2 kmの先行事業区間を優先して仕上げ、その進捗状況を勘案しながら続く4.2 km区間についても整備区間に指定されるよう国と協議」とする県土整備部としての方針を示した。2023年（令和5年）1月27日の千葉県県土整備公共事業評価審議会により、「茂原一宮道路二期」として茂原市三ケ谷地区から一宮町一宮地区までを結ぶ区間の事業化が了承された。

## 諸元
- 事業名：国道409号茂原一宮道路
- 起点：千葉県長生郡長南町千田
- 終点：千葉県長生郡一宮町一宮
- 延長：11.4 km[1]
- 規格：第3種第2級[1]
- 標準道路幅員：9.0 m[1]
- 車線数：2車線[1]
- 車線幅員：3.5 m[1]
- 設計速度：60 km/h[1]

## 接続する道路
- 国道409号（千田交差点）
- C4 首都圏中央連絡自動車道（茂原長南IC）
- 千葉県道27号茂原大多喜線
- 南総広域農道[1]